# بروتوكول طبقة المقابس الآمنة
بروتوكول طبقة المنافذ الآمنة (بالإنجليزية: Secure Socket Layer اختصارًا SSL) يتضمن مستوى عال من الأمن في نظام تسلسل البروتوكولات الهرمي.

## الحماية
يوفر هذا البروتوكول الأمن بأسلوب غير مرئي للمستخدم، فالعمليات التي يقوم بها بروتوكول تتم فوق طبقة الخدمات الأساسية لحزمة بروتوكولات الإنترنت، فالبرمجيات التي تستخدم ميفاق ضبط الإرسال تقوم بتعيين منفذ أو مقبس لكلا طرفي الاتصال، ويتم ذلك من خلال رسم خارطة للإجراءات البرمجية عند كل طرف من أطراف الاتصال.

## المبدأ
إن معظم إجراءات البروتوكول تُنفّذ حال البدء بتبادل المعلومات وطلب إعداد قناة اتصال آمنة، حيث يبدأ البروتوكول العمل عندما يقوم حاسب المستخدم بطلب الوثوقية من المخدم. يحدد الطلب الذي يقوم به المستخدم وهو خوارزمية التشفير التي يمكن استخدامها بالإضافة إلى نص التحدي. (نص التحدي باختصار هو مادة عشوائية يتم ارجاعها ضمن محتوى مشفر لمنع إعادة إرسال تلك النصوص المشفرة والتي كانت تستخدم في السابق، مما يعني أن نص التحدي مختلفاً عن النصوص المشفرة).
أما التوثيق الذي يقوم المخدم بإعادته فيكون على شكل شهادة تحوي توقيع مفتاح المخدم المعلن، وعلى أفضليات المخدم لخوارزمية التشفير التي ستستخدم. يقوم حاسب المستخدم بعد ذلك بإنشاء مفتاح أصلي، وتشفير مفتاح المخدم، ومن ثم يقوم بإرسال النتيجة إلى المخدم. حينذاك، يقوم المخدم بإعادة الرسالة المشفرة مع المفتاح الأصلي، حيث يستخدم هذا المفتاح لإنشاء المفاتيح اللازمة لإرسال الرسائل.

## الإستخدامات
يستطيع بروتوكول SSL تشفير كافة الاتصالات بين المنافذ فوراً وبدون تدخل من المستخدم، الأمر الذي يوفر الدعم الأمني لكافة تطبيقات الانترنيت، وخاصة البريد الإلكتروني، وبروتوكول تل نت، وبروتوكول نقل الملفات، بالإضافة إلى مختلف التبادلات التي تتم على الويب، حيث يمكن حمايتها كافة عن طريق SSL.

## مواضيع ذات صلة
- حزمة بروتوكولات الإنترنت
- بروتوكول المصادقة